# Ploesoma hudsoni
Ploesoma hudsoni är en hjuldjursart som först beskrevs av Imhof 1891.  Ploesoma hudsoni ingår i släktet Ploesoma och familjen Synchaetidae. Arten är reproducerande i Sverige. Inga underarter finns listade i Catalogue of Life.